# Oz Perkins
Osgood Robert "Oz" Perkins II (nascut el 2 de febrer de 1974) és un director, guionista i actor nord-americà.

## Primers anys
Perkins va néixer a Manhattan, Nova York, fill gran de l'actor Anthony Perkins (1932–1992) i de la fotògrafa i actriu Berry Berenson (1948–2001). És germà del músic Elvis Perkins, net de l'actor teatral Osgood Perkins (1892–1937), nebot de l'actriu Marisa Berenson i besnét de la dissenyadora de moda Elsa Schiaparelli (1890–1973), que era reneboda de Giovanni Schiaparelli, l'astrònom italià. El seu avi matern era d'origen jueu-lituaà, i el cognom original de la seva família era "Valvrojenski".

## Carrera
El primer paper d'actuació de Perkins va ser a Psycho II (1983), en què va aparèixer breument com la versió de dotze anys del seu personatge Norman Bates pare. Des de llavors, ha aparegut a les pel·lícules Un estrany a la família (1993), Una rossa molt legal (2001) com a "Dorky David", No és una altra estúpida pel·lícula americana (també 2001) i Secretary (2002), i en episodis de Alias i altres programes de televisió També té un breu paper a la pel·lícula Star Trek (2009) com a cadet de l'Acadèmia de la Flota Estel·lar la guardonada pel·lícula independent La Cucina (2007), interpreta a Chris, al costat de Leisha Hailey.
Com a cineasta, Perkins és conegut sobretot pel seu treball a pel·lícules de terror. Va escriure i dirigir pel·lícules com The Blackcoat's Daughter (2015), I Am the Pretty Thing That Lives in the House (2016) i Longlegs (2024), i va dirigir l'adaptació de terror de fantasia fosca Gretel & Hansel (2020). També va aparèixer com un dels nombrosos comentaristes al segon episodi de la minisèrie documental de Shudder Queer for Fear: The History of Queer Horror (2022), discutint principalment les implicacions del paper del seu pare com a Norman Bates a Psicosi i les seves seqüeles.

## Vida personal
Perkins va sol·licitar el divorci de la seva dona Sidney el juliol del 2016; estaven casats des del 1999. Tenen dos fills.

## Filmografia
| Any  | Títol                                         | Director | Guionista | Notes                          |
| ---- | --------------------------------------------- | -------- | --------- | ------------------------------ |
| 2010 | Removal                                       | No       | Sí        |                                |
| 2013 | Cold Comes the Night                          | No       | Sí        |                                |
| 2015 | The Blackcoat's Daughter                      | Sí       | Sí        |                                |
| 2015 | The Girl in the Photographs                   | No       | Sí        |                                |
| 2016 | I Am the Pretty Thing That Lives in the House | Sí       | Sí        |                                |
| 2020 | Gretel & Hansel                               | Sí       | No        |                                |
| 2024 | Longlegs                                      | Sí       | Sí        | Acreditat com a Osgood Perkins |
| 2025 | The Monkey                                    | Sí       | Sí        | Post-producció                 |

### Papers d’actor
Cinema
| Any  | Títol                                         | Paper                                    | Notes                            |
| ---- | --------------------------------------------- | ---------------------------------------- | -------------------------------- |
| 1983 | Psycho II                                     | Jove Norman Bates                        | Acreditat com a "Osgood Perkins" |
| 1993 | Un estrany a la família                       | Woody                                    | Acreditat com a "Osgood Perkins" |
| 1994 | Wolf                                          | Poplicia                                 | Acreditat com a "Osgood Perkins" |
| 2001 | Una rossa molt legal                          | David Kidney                             |                                  |
| 2001 | No és una altra estúpida pel·lícula americana | Noi desinteressat                        |                                  |
| 2002 | Secretary                                     | Jonathan                                 |                                  |
| 2003 | Quigley                                       | Àngel guardià Sweeney                    |                                  |
| 2004 | Dead & Breakfast                              | Johnny                                   |                                  |
| 2005 | Erosion                                       | Steve                                    |                                  |
| 2006 | The Utah Murder Project                       | Detectiu Charlie DeSantis                |                                  |
| 2007 | La Cucina                                     | Chris                                    |                                  |
| 2009 | Star Trek                                     | Oficial de Comunicacions de l’Enterprise |                                  |
| 2010 | Removal                                       | Henry Sharpe                             |                                  |
| 2014 | Electric Slide                                | Andy Segal                               |                                  |
| 2017 | 78/52: Hitchcock's Shower Scene               | Ell mateix                               | Documental                       |
| 2022 | Nope                                          | Fynn Bachman                             |                                  |
| 2025 | The Monkey                                    | TBA                                      | Post-producció                   |

Televisió
| Any  | Títol                                       | Paper               | Notes                                                            |
| ---- | ------------------------------------------- | ------------------- | ---------------------------------------------------------------- |
| 2002 | She Spies                                   | Karg                | Episodi "The Martini Shot"                                       |
| 2005 | Alias                                       | Coke Bottle Glasses | Episodis "Mirage" and "A Clean Conscience"                       |
| 2006 | Close to Home                               | Charlie Forsberg    | Episodi "Dead or Alive"                                          |
| 2008 | October Road                                | Dr. Joshua Stone    | Episodi "The Fine Art of Surfacing"                              |
| 2020 | The Twilight Zone                           | Kanamit #2          | Episodi "You Might Also Like" (Acreditat com a "Osgood Perkins") |
| 2022 | Queer for Fear: The History of Queer Horror | Ell mateix          | Docusèrie                                                        |

## Col·laboradors recurrents
| TreballActor    | 2015                     | 2016                                          | 2020            | 2024     | 2025       | A anunciar |
| TreballActor    | The Blackcoat's Daughter | I Am the Pretty Thing That Lives in the House | Gretel & Hansel | Longlegs | The Monkey | Keeper     |
| --------------- | ------------------------ | --------------------------------------------- | --------------- | -------- | ---------- | ---------- |
| Lucy Boynton    | Sí                       | Sí                                            | No              | No       | No         | No         |
| Beatrix Perkins | No                       | Sí                                            | Sí              | Sí       | No         | No         |
| Erin Boyes      | No                       | Sí                                            | No              | Sí       | No         | No         |
| Tatiana Maslany | No                       | No                                            | No              | No       | Sí         | Sí         |
| Kiernan Shipka  | Sí                       | No                                            | No              | Sí       | No         | No         |